# Gustav Riehl (Mediziner, 1894)
Gustav Franz Eugen Riehl (* 18. Juni 1894 in Wien; † 8. Juni 1981 ebenda) war ein österreichischer Dermatologe und Hochschullehrer.

## Leben
Sein Vater war Gustav Riehl. Gustav Franz Eugen legte seine Reifeprüfung am Gymnasium der Theresianischen Akademie in Wien ab. Riehl wandte sich in der Folge dem Studium der Kunstgeschichte und Medizin an der Universität Wien zu, das er, unterbrochen durch den Kriegsdienst als Mediziner, 1921 mit dem Erwerb des akademischen Grades eines Dr. med. abschloss. Riehl absolvierte im Anschluss Weiterbildungen am Pathologisch-Anatomischen Institut der Universität Wien sowie an der Ersten Chirurgischen Universitätsklinik unter Anton von Eiselsberg.
Zwischen 1922 und 1925 lehrte Riehl als Instruktor am Pathologischen Institut der Johns Hopkins University in Baltimore. Nach seiner Rückkehr nach Österreich bekleidete er eine Assistenzstelle an der Dermatologischen Abteilung der Wiener Allgemeinen Poliklinik. 1932 habilitierte er sich und übernahm die Leitung der Klinik. 1939 wurde er zum Militär eingezogen.
1946 erfolgte Gustav Riehls Ernennung zum außerordentlichen Professor und Leiter der Lupusheilstätte, der späteren Hautabteilung des Wilhelminenspitals. 1960 wurde er emeritiert. 1980 wurde er zum Ehrensenator der Universität Wien ernannt. Gustav Riehl führte Bluttransfusionen in die Therapie von Hauttuberkulose sowie Verbrennungen ein. Er wurde am Grinzinger Friedhof bestattet.

## Schriften
- Zur Verbrennungsfrage, Springer, Wien, 1931
- Mit Oswald Köpf: Die Hauttuberkulose und ihre Therapie, Maudrich, Wien, 1950